# 서영우
서영우(徐英瑀, 1991년 10월 27일~)는 대한민국의 봅슬레이 선수다.

## 광고 내역
- 오뚜기 진라면
- 코카콜라 파워에이드